# Biblioteca nazionale della Repubblica Ciuvascia
La Biblioteca nazionale della Repubblica Ciuvascia (in russo Nacional'naja biblioteka Čuvašskoj Respubliki – Национальная библиотека Чувашской Республики?; in ciuvascio Čăvaš Respublikin Naci biblioteki – Чăваш Республикин Наци библиотеки) è una biblioteca pubblica specializzata nel sapere scientifico e usata come principale centro informativo per le diverse istituzioni statali della Repubblica autonoma della Ciuvascia. Raccoglie inoltre i periodici locali e funge da archivio di Stato. La biblioteca ha più di 2 milioni di documenti (tra libri e scritti) di cui circa 56.000 sono in lingua ciuvascia. La Biblioteca nazionale ha sede nella città di  Čeboksary, capitale della Ciuvascia.
La biblioteca è un membro dell'Associazione biblioteche russe. Dal 2002 è inoltre un membro della Consorzio RUSLANet (Sistema Bibliotecario per la scienza e l'istruzione superiore del nord-ovest della Russia").